# هرچه قوی‌تر، سخت‌تر زمین‌می‌خوری (فیلم ۲۰۲۱)
هرچه قوی‌تر، سخت‌تر زمین‌می‌خوری (به انگلیسی: The Harder They Fall) یک فیلم وسترن آمریکایی محصول سال ۲۰۲۱ به کارگردانی جیمز ساموئل است که فیلم‌نامه را با همکاری بوآز یاکین نوشته است. در این فیلم جاناتان میجرز، ادریس البا، زازی بیتز، رجینا کینگ، دلروی لیندو، کیت استنفیلد، آرجی کایلر، دنیل ددوایلر، ادی گاتگی و دیون کول ایفای نقش می‌کنند. این فیلم یکی از معدود وسترن‌هایی است که بازیگران اصلی آن همگی سیاه‌پوست هستند. شخصیت‌های آن بر اساس کابوی‌های واقعی، قانون گریز و قانون‌گذاران غرب آمریکای قرن نوزدهم ساخته شده است.

## داستان
وقتی یک یاغی متوجه می‌شود که قاتل پدر و مادرش از زندان آزاد شده است، گروه خود را دوباره متحد می‌کند تا از او انتقام بگیرد. اما …

## بازیگران
- جاناتان میجرز در نقش نات لاو
- ادریس البا در نقش روفوس باک
- زازی بیتز در نقش مری
- کیت استنفیلد در نقش چروکی بیل
- دلروی لیندو
- رجینا کینگ
- دانیل ددویلر
- ادی گاتگی در نقش کافی
- آرجی کایلر در نقش جیم بکوورث
- دیون کول

## تولید
قرار بود فیلمبرداری در مارس ۲۰۲۰ در سانتافه، نیومکزیکو آغاز شد، اما به دلیل دنیاگیری کووید ۱۹ به تأخیر افتاد. سینتیا اریوو که در ابتدا انتخاب شده بود، به دلیل تأخیرهای ناشی از بیماری همه گیر مجبور به ترک شد. فیلمبرداری در سپتامبر از سر گرفته شد. اما در ۱۵ اکتبر پس از مثبت شدن آزمایش یک بازیگر برای ویروس کرونا متوقف شد.